# Austrolimnophila dislocata
Austrolimnophila dislocata är en tvåvingeart som beskrevs av Alexander 1961. Austrolimnophila dislocata ingår i släktet Austrolimnophila och familjen småharkrankar. Inga underarter finns listade i Catalogue of Life.